# Major Indoor Soccer League
Major Indoor Soccer League, відома в останні два сезони як Major Soccer League — колишня футбольна ліга США з шоуболу. Існувала з 1978 по 1992 рік. Після того, як у 1984 році була розформована Північноамериканська футбольна ліга (NASL), MISL стала першим дивізіоном футбольної ліги США[джерело?]. Після того, як ліга була розформована в 1992 році, команди, котрі залишилися, приєдналися до Національної професійної футбольної ліги. Інші команди допомогли заснувати Континентальну лігу міні-футболу.
Протягом двох тижнів у 1986 році гравці зіткнулися з нестиковками в рамках трудового законодавства (локаут)[джерело?].
MISL була однією з небагатьох «неосновних» (NFL, NBA, MLB, NHL) ліг, за мотивами яких були створені відеоігри. «MISL футбол» вийшла в 1988 році на Commodore 64.

## Відродження
У 2001 році ліга була відроджена і існувала до травня 2008 року, після чого розпалася. У цій версії ліги, крім американських команд, також брали участь дві команди з міста Монтеррей, Мексика. Всього в лізі брало участь 16 команд. З 2006 по 2008 рік матчі ліги транслювалися по кабельному телебаченню.
У вересні 2008 року п'ять команд вирішили відродити змагання і організували лігу під назвою National Indoor Soccer League. В наступному році організація викупила права на назву Major Indoor Soccer League. Ця, тепер вже третя, реінкарнація ліги, scyedfkf до 2014 року.